# Heinrich Milde
Heinrich Milde, pseud. Heinrich Štedrý (13. prosince 1676 Schlagenthin – 4. března 1739 Halle (Saale)) byl německý teolog pietistického ražení, pedagog a slavista.
Zasloužil se o vydání českého překladu bible – tzv. hallské bible (1722) a polského překladu bible (1726)